# Into the Light (David Coverdale)
Into the Light è il terzo album da solista del cantante britannico David Coverdale, pubblicato nel settembre del 2000.

## Storia
Tra il 1978 e il 1997, Coverdale e la sua band Whitesnake hanno prodotto nove album in studio. Dopo una pausa di tre anni, il cantante è ritornato sulle scene con il suo primo lavoro solista dai tempi di Northwinds (1978). L'album raggiunse la 75ª posizione nella classifica britannica.
In un'intervista con la rivista Classic Rock nel 2000, Coverdale ha affermato:
La traccia Too Many Tears è una nuova versione del brano originariamente apparso nel precedente album di Coverdale, Restless Heart degli Whitesnake. Il singolo Love Is Blind venne accompagnato da un video musicale, ma non riuscì ad entrare in classifica. Slave raggiunse invece la 33ª posizione della classifica Mainstream Rock Songs negli Stati Uniti.

## Tracce
1. ..Into the Light (strumentale) – 1:16 (David Coverdale)
2. River Song – 7:19 (Coverdale)
3. She Give Me... – 4:12 (Coverdale)
4. Don't You Cry – 5:47 (Coverdale)
5. Love Is Blind – 5:44 (Coverdale, Earl Slick)
6. Slave – 4:51 (Coverdale, Slick)
7. Cry for Love – 4:52 (Coverdale, Doug Bossi, Slick)
8. Living on Love – 6:31 (Coverdale, Bossi, Slick)
9. Midnight Blue – 4:58 (Coverdale, Slick)
10. Too Many Tears – 5:59 (Coverdale, Adrian Vandenberg)
11. Don't Lie to Me – 4:43 (Coverdale, Slick)
12. Wherever You May Go – 3:59 (Coverdale)

## Formazione
- David Coverdale – voce, chitarra
- Doug Bossi – chitarra, slide guitar, cori
- Earl Slick – chitarra
- Reeves Gabrels – assolo di chitarra (traccia 3)
- Dylan Vaughan – chitarra (traccia 4)
- Marco Mendoza – basso, cori, chitarra (traccia 12)
- Tony Franklin – basso (traccia 4)
- Denny Carmassi – batteria, percussioni
- Mike Finnigan – pianoforte
- John X. Volaitis – tastiere, cori, arpa (traccia 12)
- Derek Hilland – tastiere (tracce 1 e 8)
- Bjorn Thorsrud – tamburello (traccia 4)
- James Sitterly, Ruy Folguera – strumenti a corda (traccia 5)
- Jimmy Zavala – armonica (traccia 7)
- Linda Rowberry – seconda voce (traccia 12)